# Barbourofelis

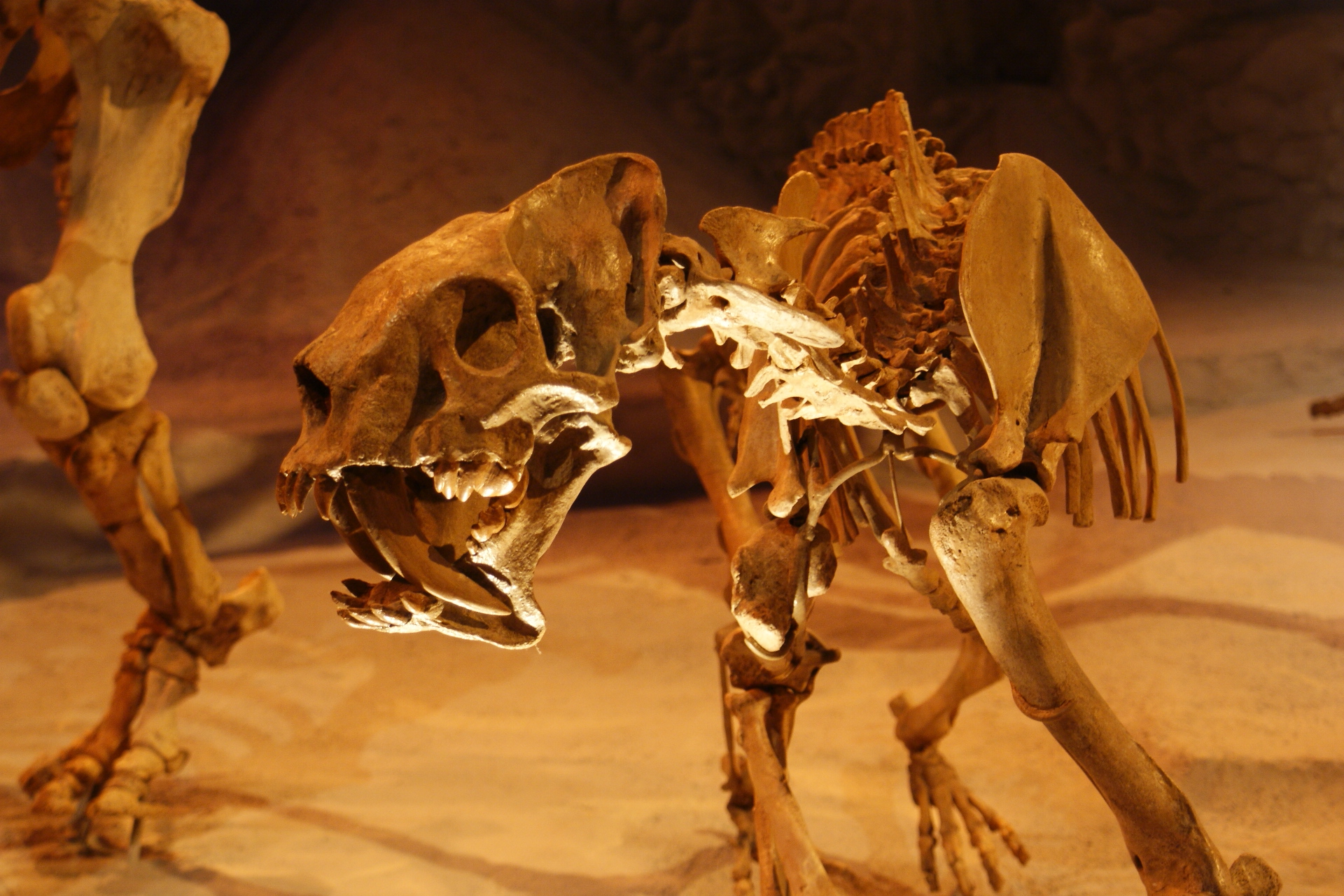
A Barbourofelis loveorum csontváza

A Barbourofelis az emlősök (Mammalia) osztályának a ragadozók (Carnivora) rendjébe, ezen belül a fosszilis Barbourofelidae családjába tartozó nem.

## Tudnivalók
A Barbourofelis-fajok Észak-Amerika hatalmas méretű, ragadozó életmódot folytató, endemikus állatai voltak, amelyek a késő miocén korszakban éltek, 13,6-5,3 millió évvel ezelőtt; körülbelül 8,3 millió évig maradtak fent.

## Rendszertani besorolásuk
A Barbourofelis nevet Schultz adta 1970-ben. A nem típusfaja a Barbourofelis fricki. A nem a Barbourofelinae alcsalád típusneme. 1982-ben Flynn és Galiano a Hoplophoneinae alcsaládba helyezte a nemet. 1991-ben Bryant áthelyezte a nemet a Barbourofelinae alcsaládba. 1970-ben Schultz az ál-kardfogú macskák közé sorolta a Barbourofelist, 1998-ban Martin megerősítette az idetartozásukat. A végső és jelenlegi helyük a Barbourofelidae családba 2004-ben következett be, amikor Morlo a Barbourofelinae alcsaládot családi rangra emelte.

## Rendszerezésük
A nembe az alábbi fajok tartoznak:
- Barbourofelis fricki - típusfaj
- Barbourofelis loveorum
- Barbourofelis morrisi
- Barbourofelis osborni
- Barbourofelis piveteaui
- Barbourofelis vallensiensis
- Barbourofelis whitfordi

## Megjelenésük
Legendre és Roth tudósok csak egy példánynak próbálták megállapítani a testsúlyát. Ez az állat a számítások szerint körülbelül 66,4 kilogrammos volt.
De feltételezik, hogy a nagyobb példányok elérhették a mai oroszlán méretét. A családban ennek a nemnek volt a legnagyobb szemfoga. Az alsó állkapcson feltűnően nagy tokszerű bőrzacskók ültek. Az állatok koponyái igen különleges alakúak voltak. A Barbourofelisek nagyon izmos állatok lehettek, testfelépítésük egy medveszerű oroszlánhoz hasonlíthatott.